# Filip Prokopyszyn
Filip Prokopyszyn (Zielona Góra, 10 agosto 2000) è un pistard e ciclista su strada polacco che corre per il team LUKS Trójka Piaseczno. Su pista è stato medaglia di bronzo Elite nella corsa a eliminazione agli Europei 2019.

## Palmarès

### Pista
- 2019

Grand Prix Prostějov, Scratch
Grand Prix of Poland, Americana (con Daniel Staniszewski)
Campionati polacchi, Corsa a eliminazione
Campionati polacchi, Americana (con Daniel Staniszewski)
- 2020

Campionati polacchi, Corsa a eliminazione
- 2022

Grand Prix Prostějov, Scratch
Grand Prix Prostějov, Americana (con Szymon Krawczyk)
- 2023

Panevėžys Meeting, Corsa a punti
Grand Prix Framar, Scratch
Grand Prix Framar, Corsa a punti
GP Presov, Scratch
Campionati polacchi, Americana (con Wojciech Pszczolarski)
GP Poland, Corsa a eliminazione
- 2024

GP Junek, Corsa a punti
GP Junek, Scratch
GP Junek, Omnium
Athens GP, Scratch
Prague Summer Track, Corsa a eliminazione
GP Tufo, Corsa a eliminazione
GP Prostejov, Scratch

### Strada

#### Altri successi
- 2024 (LUKS Trójka Piaseczno)

2ª tappa RBB Tour (Popelín > Popelín)
GP Doliny Baryczy

## Piazzamenti

### Competizioni mondiali
- Campionati del mondo su pista

Montichiari 2017 - Scratch Junior: 2º
Montichiari 2017 - Corsa a punti Junior: 6º
Aigle 2018 - Scratch Junior: 2º
Aigle 2018 - Corsa a punti Junior: 2º
Berlino 2020 - Scratch: 18º
St. Quentin-en-Yv. 2022 - Scratch: 7º
St. Quentin-en-Yv. 2022 - Corsa a eliminazione: 10º
Ballerup 2024 - Inseguimento a squadre: 9º
Ballerup 2024 - Scratch: 7º
Ballerup 2024 - Americana: 13º

### Competizioni europee
- Campionati europei su pista

Anadia 2017 - Scratch Junior: 2º
Anadia 2017 - Inseguimento a squadre Junior: 4º
Anadia 2017 - Inseguimento individuale Junior: 10º
Anadia 2017 - Americana Junior: 11º
Aigle 2018 - Scratch Junior: 2º
Aigle 2018 - Chilometro a cronometro Junior: 3º
Aigle 2018 - Omnium Junior: 5º
Aigle 2018 - Americana Junior: 3º
Gand 2019 - Scratch Under-23: 6º
Gand 2019 - Inseguimento a squadre Under-23: 6º
Gand 2019 - Americana Under-23: 4º
Apeldoorn 2019 - Corsa a eliminazione: 3º
Apeldoorn 2019 - Scratch: 8º
Fiorenzuola d'Arda 2020 - Omnium Under-23: 5º
Fiorenzuola d'Arda 2020 - Americana Under-23: 3º
Grenchen 2021 - Chilometro a cronometro: 20º
Anadia 2022 - Corsa a eliminazione Under-23: 3º
Anadia 2022 - Americana Under-23: 9º
Grenchen 2023 - Corsa a eliminazione: 17º
Grenchen 2023 - Inseguimento a squadre: 8º
Grenchen 2023 - Scratch: 10º
- Giochi europei

Minsk 2019 - Inseguimento a squadre: 5º
Minsk 2019 - Scratch: 2º